# Rydbergova konstanta
Rydbergova konstanta, sa simbolom R∞, je fizikalna konstanta, nazvana prema švedskom fizičaru Johannesu Rydbergu, i odnosi se na određivanje spektralnih linija u spektroskopiji. Rydberg ju je u početku odredio empirijski, ali je kasnije Niels Bohr pokazao da se može i izračunati iz ostalih osnovnih fizikalnih konstanti, korištenjem kvantne mehanike.
Rydbergova konstanta ustvari predstavlja graničnu vrijednost najvećeg valnog broja (obrnuta vrijednost od valne duljine), koju foton može emitirati iz atoma vodika. Spektralne linije atoma vodika se mogu izračunati iz Rydbergove formule.
Rydbergova jedinica energije, sa simbolom Ry, je vezana uz Rydbergovu konstantu i predstavlja ionizacijsku energiju za taj foton. 

## Vrijednosti Rydbergove konstante i Rydbergove jedinice energije
Ako uzmemo pretpostavku da je masa nuklearne jezgre beskonačna u odnosu na masu elektrona i da masa sistema leži u težištu atomske jezgre, može se izračunati Rydbergova konstanta (prema CODATA 2006. – engl. Committee on Data for Science and Technology):
{\displaystyle R_{\infty }={\frac {m_{e}e^{4}}{8\varepsilon _{0}^{2}h^{3}c}}=1.097\;373\;156\;852\;5\;(73)\times 10^{7}\ \mathrm {m} ^{-1},}
gdje je: me – masa mirovanja elektrona, e – elementarni naboj, ε0 – dielektrična konstanta vakuuma, h – Planckova konstanta i c  - brzina svjetlosti u vakuumu.
U atomskoj fizici se ta konstanta često koristi u obliku Rydbergove jedinice energije:
{\displaystyle hcR_{\infty }=13.605\;6923(12)\ \mathrm {eV} \equiv 1\ \mathrm {Ry} .}
Za atome koji sliče vodiku i koji imaju samo jedan elektron, Rydbergova konstanta RM se mora izračunati točnije:
{\displaystyle R_{M}={\frac {R_{\infty }}{1+m_{e}/M}},}
gdje je: me – masa mirovanja elektrona, M – masa atomske jezgre.

## Drugi izrazi
Rydbergova konstanta se može izraziti i na drugi način: 
{\displaystyle R_{\infty }={\frac {\alpha ^{2}m_{e}c}{4\pi \hbar }}={\frac {\alpha ^{2}}{2\lambda _{e}}}\ }
i
{\displaystyle hcR_{\infty }=m_{e}c^{2}{\frac {\alpha ^{2}}{2}}={\frac {hc\alpha ^{2}}{2\lambda _{e}}}={\frac {hf_{C}\alpha ^{2}}{2}}={\frac {\hbar \omega _{C}}{2}}\alpha ^{2}={\dfrac {\hbar ^{2}}{2m_{e}a_{0}^{2}}}.}
gdje je:
{\displaystyle h\!} - Planckova konstanta
{\displaystyle \hbar =h/2\pi } - reducirana Planckova konstanta
{\displaystyle c\!} = brzina svjetlosti u vakuumu
{\displaystyle \alpha \!} - konstanta fine strukture
{\displaystyle \lambda _{e}=h/m_{e}c\!} - Comptonova valna duljina elektrona
{\displaystyle f_{C}=m_{e}c^{2}/h\!} - Comptonova frekvencija elektrona
{\displaystyle \omega _{C}=2\pi f_{C}\!} - Comptonova kutna frekvencija elektrona
{\displaystyle a_{0}={\frac {4\pi \varepsilon _{0}\hbar ^{2}}{e^{2}m_{e}}}} - Bohrov radijus.